# Chrysolina fortunata
Chrysolina fortunata es un coleóptero de la familia Chrysomelidae.
Fue descrita científicamente en 1864 por Wollaston.